# Правдич-Немінський Володимир Володимирович
Володимир Володимирович Правдич-Немінський (26 липня 1879 — 17 травня 1952) — український фізіолог, електрофізіолог, нейрохімік. Професор (1929), доктор біологічних наук (1935). Отримав першу у світі поверхневу електроенцефалограму. Професор кафедри фізіології Київського сільськогосподарського інституту, науковий співробітник Всеукраїнської академії наук. Репресований радянськими органами безпеки як контрреволюційний елемент, засланий до Архангельська. Засновник декількох кафедр фізіології на півночі Росії (у Вологді, Вятці, Петрозаводську). В останні роки життя частково реабілітований, працював у лабораторії фізіології АН СРСР. Помер у Москві.

## Біографія

### Дитинство та навчання
Народився у Києві в родині польсько-українського шляхетного роду Немінських гербу Правдич. 1900 року закінчив Першу київську гімназію. У 1901 році вступив на медичний факультет Казанського університету, 1902 року перевівся на фізико-математичний факультет. Під час навчання у Казані працював у лабораторіях фізіолога Миколи Миславського, слухав лекції професора Олексія Кулябка, який короткий час у січні та лютому 1903 працював в університеті. Його студентська робота, присвячена гістологічному та фізіологічному дослідженню нервових вузлів молюска беззубки отримала високу оцінку нового завідувача кафедри зоології, порівняльної анатомії та фізіології професора Олександра Самойлова.
З 1903 року перейшов на навчання до Київського університету, який закінчив 1907 року, отримавши диплом І ступеня з хімії на природничому відділенні фізико-математичного факультету. Керівником роботи Володимира був професор Яків Барзиловський. В останній рік навчання вивчав фізичну хімію у професорів Київського політехнічного інституту Володимира Тимофєєва і Володимира Плотникова.

### Київський період
З 1908 року Правдич-Немінський розпочав працювати у лабораторії фізіології Київського університету асистентом, паралельно працюючи викладачем фізіології, хімії, природознавства. З 1910 року зарахований асистентом кафедри фізіології. 1915 року вступив на третій курс медичного факультету, який закінчив 1917 року, отримавши диплом «лікаря з відзнакою». Упродовж 1917—1918 років працював старшим лікарем перев'язувального пункту Союзу міст у Києві. З 1918 по 1919 був співробітником лабораторії патологічної фізіології, де вивчав механізми втоми.
У грудні 1919 року Правдича-Немінського мобілізовано до 12-ї армії РСЧА як ординатора евакопункту. Пізніше його призначено членом Всеукраїнської комісії з боротьби із висипним тифом. Під час дослідження хворих Володимир важко захворів і сам.
У червні 1920 року обраний викладачем фізіології тварин аграрного факультету Київського політехнічного інституту. Пізніше обраний доцентом і професором кафедри фізіології Київського сільськогосподарського інституту. Вже тоді поставлений на облік у ГПУ як представник «реакційної професури».
У 1923—1925 роках паралельно працював у Біологічному інституті ВУАН.. У 1926—1929 роках працював штатним науковим співробітником з особливих наукових доручень при Фізико-математичному відділі ВУАН. У 1926 році Володимира нагороджено премією імені Мечнікова на конкурсі наукових робіт ВУАН, а 1929 року — премією імені Данилевського на Всеукраїнському конкурсі наукових робіт у Харкові. З квітня 1926 року призначений завідувачем кафедри фізіології Пермського університету. У 1929 році рішенням Наркомату просвіти РРФСР Правдичу-Немінському присвоєно наукове звання професора фізіології.
У 1929 році Правдич-Немінський почав працювати у фізико-хімічному відділі Українського інституту охорони материнства і дитинства. 5 листопада 1929 року заарештований за контрреволюційну агітацію, 22 березня 1930 висланий на заслання до Архангельську на три роки. До осені 1931 року працював там лікарем. Надалі звільнений та повернувся до наукової роботи.

### Після арешту
З березня 1932 року став професором, а невдовзі завідувачем кафедри фізіології Вологодського ветеринарного інституту. Але 1933 року Правдича-Немінського звільнено як «представника старої буржуазної інтелігенції» та через його «ідеологічну ворожість».
З 1 вересня на запрошення директора Соломона Самсоновича Гарелика прийнятий на роботу завідувача кафедри фізіології й ендокринології нещодавно створеного В'ятського зооветеринарного інституту, де суттєво поповнив обладнання кафедри. Але невдовзі директор Вологодського ветеринарного інституту Михайло Олександрович Попов написав донос на Правдича-Немінського до В'ятки і до Наркомату сільського господарства СРСР, тому професора вигнали з інституту.
Утім, у травні 1935 року, ВАК СРСР присвоїв Володимиру Правдичу-Немінському вчене звання доктора біологічних наук без захисту дисертації.
У 1939—1940 працював завідувачем кафедри фізіології сільськогосподарських тварин Полтавської державної аграрної академії.
У 1940 році створив кафедру фізіології людини й тварин у складі біологічного факультету Петрозаводського державного університету, заклавши фундамент нейрофізіологічному напрямку роботи кафедри. З 1941 по 1944 роки Правдич-Немінський був завідувачем кафедри фізіології людини і тварин Саратовського університету.
У 1949 році призначений керівником лабораторії електроцеребрографії та загальної фізіології Академії медичних наук СРСР.
Був одружений з Правдич-Немінською Олександрою Людвигівною. Донька — Тетяна Володимирівна, кандидат біологічних наук.
Помер у 1952 році, похований на Міусському цвинтарі Москви.

## Наукова діяльність
1913 року вперше в світі зареєстрував сумарну електричну активність мозку, використавши електроди, розміщені на поверхні (а не в глибині, як це робили попередні дослідники) головного мозку собаки, та струнний гальванометр. Отриманий запис електричних коливань він назвав електроцереброграмою. До того ж, він з'ясував, що електрична активність головного мозку має два основні компоненти — хвилі першого порядку частотою 12—14 Гц та швидші хвилі частотою до 35 Гц. Пізніше аналогічні групи коливань електроенцефалограми людини були описані німецьким психіатром Гансом Бергером як альфа, бета і гамма-ритми. Правдич-Немінський вперше показав можливість реєстрації електричної активності головного мозку тварин за допомогою електродів, розміщених на поверхні неушкодженого скальпу тварин, тобто справжню електроенцефалограму.
Розробив декілька нових електрофізіологічних приладів, зокрема подвійний ключ-комутатор і апарат для приготування металічних струн до гальванометру Ейнтховена.

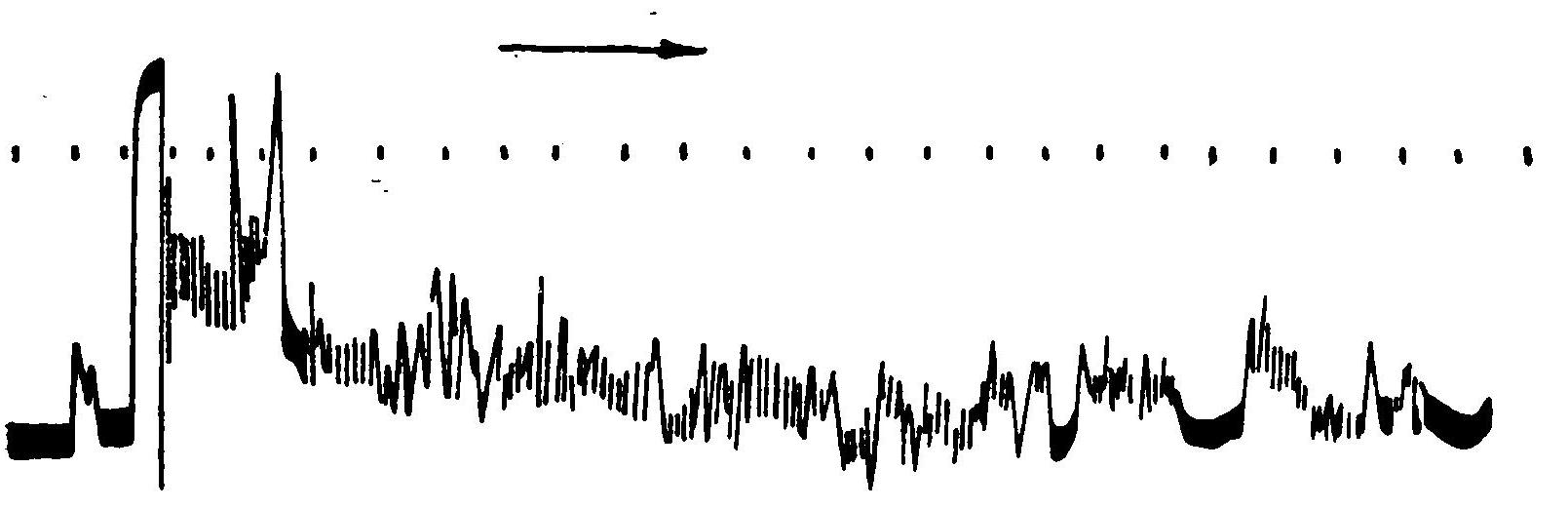
Запис потенціалів спинного мозку жаби з праці Правдича-Немінського (1926)

Окрім робіт з електроенцефалографії й електроміографії Правдич-Немінський вивчав біохімічний вплив іонів амонію на перебіг електричних явищ. Він показав, що поява іонів амонію у нервовій тканині супроводжує перебіг хвилі збудження по нерву. Також у своїх працях за допомогою розробленого ним 1943 року методу мікрохімічного визначення аміаку фізіолог встановив концентрації амонію при різних функціональних станах організму тварини, зокрема при втомі. Також Правдич-Немінський вивчав токсичність розповсюджених у тогочасній медицині солей роданідів, застерігаючи лікарів від їхнього надмірного застосування.
Праці Правдича-Немінського щодо процесів подразнення і відповіді на нього у людини і тварин спонукали його також звернути увагу на поведінку рослини росички. Правдич-Немінський здійснив багаторічні спостереження за активним живленням цього організму, проте наукові праці з теми так і не опублікував.
Досліджував також механізми зсідання крові й особливості фагоцитозу в крові за різних умов. Для цього Правдич-Немінський розробив метод дослідження фагоцитозу in vitro.

## Наукові праці
Опублікував понад 60 наукових праць з фізіології.
- В. А. Плотников, В. В. Неминский. Электролиз соединений бромистого алюминия с толуолом и бензолом. Журнал русского химического общества 40, 391—396, 1908
- Neminsky V.V. Ein Versuch der Registrierung der elektrischen Gehirnerscheinungen. Zentralblatt für Physiologie 27: 951—960 (1913).
- Neminsky V.V. Einige elektrische Erscheinungen im Zentralnervensystem bei Rana temporaria. Archiv für Physiologie 3/4, ss. 321—324 (1913)
- В. В. Правдич-Неминский. К познанию электрических и иннервационных процессов в функциональных элементах и тканях животного организма. Электромиограмма холоднокровных по опытам разрушения спинного мозга. Екатеринославский медицинский журнал, 1—14, (1923)
- Правдич-Неминский, В. В. К познанию иннервационного ритма. Екатеринославский медицинский журнал, (13-14), 1-14. (1923)
- W. W. Práwdicz-Neminski. Der doppelte Schlüssel-Kommutator für physiologische und andere Zwecke. Zeitschrift für Biologie 132, ss. 345—350 (1924)
- В. В. Правдич-Неминский. О биологическом значении некоторых ионов. Сообщ. 1. О катионах аммония и магния в животном организме. Доложено в Киевск. об-ве естествоиспытателей, в 1915 г. (Автореферат). Врачебное дело 8—9, 382—386, (1924)
- W. W. Práwdicz-Neminski. Ueber die hormonale Bedeutung des Ammoniaks; der Antagonismus und Synergismus zwischen den Ionen des Ammoniums und des Magnesiums im Organismus. Biochemische Zeitschrift 152, ss. 388—405 (1924)
- Ein Apparat zur Anfertigung von Metall-Saiten für das Einthovensche Galvanometer. Zeitschrift für Biologie 82, ss. 351—358 (1924)
- Práwdicz-Neminski, W. W. (1925). Zur Kenntnis der elektrischen und der Innervationsvorgänge in den funktionellen Elementen und Geweben des tierischen Organismus. Elektrocerebrogramm der Säugetiere. Pflügers Archiv für die Gesamte Physiologie des Menschen und der Tiere. 209 (1): 362—382. doi:10.1007/BF01730925. ISSN 0031-6768.
- Práwdicz-Neminski, W. W. (1925). Zur Kenntnis der elektrischen und der InnervationsvorgÄnge in den funktionellen Elementen und Geweben des tierischen Organismus. Pflügers Archiv für die Gesamte Physiologie des Menschen und der Tiere. 207 (1): 671—690. doi:10.1007/BF01740394. ISSN 0031-6768.
- Práwdicz-Neminski, W. W. (1927). Anschauliche Methode der fraktionierten Blutgerinnungsbestimmung. Zeitschrift für die gesamte experimentelle Medizin. 54 (1): 820—825. doi:10.1007/BF02622816. ISSN 0044-2534.
- Práwdicz-Neminski, W. W. (1925). Zur Kenntnis der elektrischen und der Innervationsvorgänge in den funktionellen Elementen und Geweben des tierischen Organismus. Pflügers Archiv für die Gesamte Physiologie des Menschen und der Tiere. 210 (1): 223—237. doi:10.1007/BF01722884. ISSN 0031-6768.
- W. W. Práwdicz-Neminski. Die Einwirkung des Ammonium causticum und Ammonium chloratum auf die Bewegungen des Magens. Zeitschrift für Biologie 133, ss. 454—462 (1925)
- W. W. Práwdicz-Neminski. Ueber die periodischen Veränderungen im Organismus; die physiologischen Schwankungen der Katalase im Blute des Menschen. Biochemische Zeitschrift 192, ss. 144-64 (1928)
- W. W. Práwdicz-Neminski. Ueber mikrochemische Bestimmung der Chloride im Blute. Biochemische Zeitschrift 215, ss. 452-9 (1929)
- В. В. Правдич-Неминский, Н. А. Жилинская. Об изменении защитной (фагоцитарной) силы крови в начальных стадиях утомления. Гигиена безопасности и патология труда 8, 3-7, (1930)
- Правдич-Неминский, В. В. Биологическое значение некоторых ионов. Архив биологических наук, 33, 121.(1933).
- Правдич-Неминский, В. В. О стимулирующем и антагонистическом действии роданистых соединений и ионов аммония. 19()49, т. 69, в. 2, с. 269—72
- Правдич-Неминский, В. В. О биологическом значении некоторых ионов. Бюлл. эксп. биол. и мед. 6, 50—54, (1952)
- Pravdich-Neminsky, V. V. (1951). К познанию электрических и иннервационных процессов в функциональных элементах и тканях животного организма. Тоноэлектроцереброграмма [Tonoelectrocerebrogram]. Doklady Akademii Nauk SSSR. 79 (6): 1061—1064. PMID 14860077.
- Pravdich-Neminsky, V. V. (1951). Structural modifications in the nerve during exposure to direct current [Structural modifications in the nerve during exposure to direct current]. Доклады Академии наук СССР. 78 (3): 397—399. PMID 14840314.
- Электроцеребрография, электромиография и значение ионов аммония в жизненных процессах организма. Избранные труды. Leningrad: Medgiz, 1958 195 с.

## Вшанування пам'яті
- У Петрозаводському державному університеті діє науково-педагогічна Карельська нейрофізіологічна школа імені В. В. Правдича-Немінського — Г. Н. Сорохтина.[18][19]